# Copenhagen Suborbitals

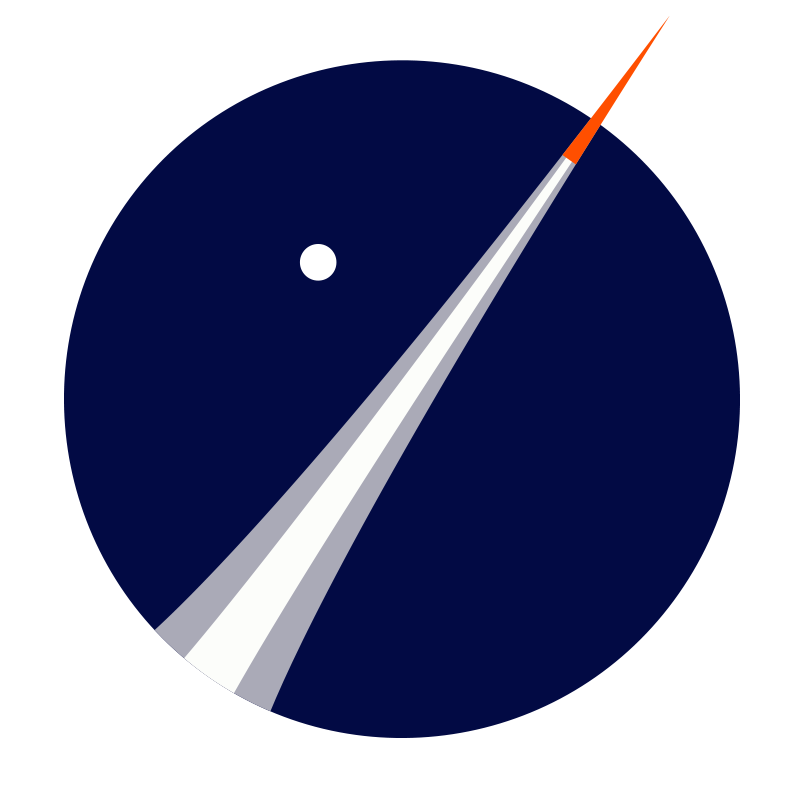
Copenhagen Suborbitals logo.

A Copenhagen Suborbitals nonprofit szervezet két alapítója, Peter Madsen és Kristian von Bengtson által megálmodott hengeres űreszközben az utas állva helyezkedik el, a kilátást pedig egy teljesen átlátszó plexiüveg kupola biztosítja. Az álló helyzet miatt az űrhajó minimális méretű, mindössze 65 cm átmérőjű. Ezért kisebb rakéta és az emberi szervezetet kevésbé terhelő gyorsítás (20 másodpercen keresztül 3-4 g gyorsítás) is elégséges a fellövés során. A tervek szerint ez lesz a valaha fellőtt legkisebb ember repülte űrhajó, ami eljut az űrbe.